# ایبر
ایبر (به فرانسوی: Aibre) یک کمون در فرانسه است که در Canton of Montbéliard-Ouest واقع شده‌است.

## خصوصیات
ایبر ۴٫۵۰ کیلومترمربع مساحت و ۴۵۶ نفر جمعیت دارد.